# Neomelambrotus molestus
Neomelambrotus molestus is een insect uit de familie van de vlinderhaften (Ascalaphidae), die tot de orde netvleugeligen (Neuroptera) behoort. 
Neomelambrotus molestus is voor het eerst wetenschappelijk beschreven door Tjeder in 1992.